# Saint-Malo-des-Trois-Fontaines
 Saint-Malo-des-Trois-Fontaines  (en bretón Sant-Maloù-an-Teir-Feunteun) es una población y comuna francesa, situada en la región de Bretaña, departamento de Morbihan, en el distrito de Vannes y cantón de La Trinité-Porhoët.

## Demografía
| 604 | 607 | 557 | 505 | 462 | 498 |
| Para los censos de 1962 a 1999 la población legal corresponde a la población sin duplicidades (Fuente: INSEE [Consultar]) |     |     |     |     |     |